# ウォーバッシュ鉄道

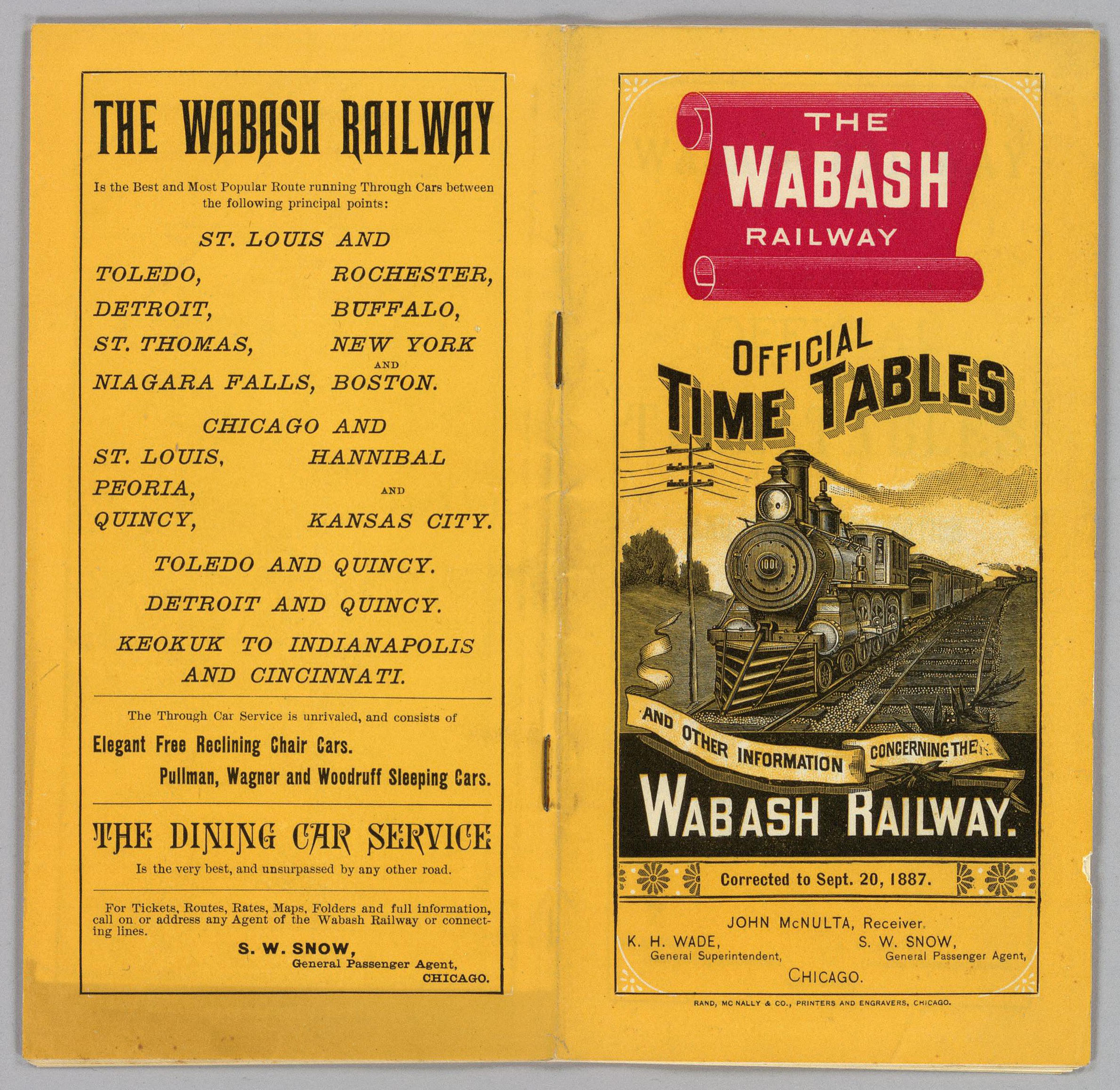
1887年の時刻表表紙

ウォーバッシュ鉄道（Wabash Railroad、略称WAB）はアメリカ合衆国中西部で旅客輸送と貨物輸送を行っていた一級鉄道の1つ。路線がカバーしていた地域はオハイオ州、インディアナ州、イリノイ州、アイオワ州、ミシガン州、ミズーリ州、カナダのオンタリオ州に及び、シカゴ、カンザスシティ、デトロイト、バッファロー、トレドなどの都市に乗り入れていた。旗（バナー）をデザインに取り込んだ社紋は有名。夜行列車のほかシカゴとセントルイス、デトロイトを結ぶ昼行旅客列車を運行していた。同社の貨物輸送上の優位点としては、シカゴやセントルイスを経由せずにカンザスシティとデトロイトを結ぶことができた事が挙げられる。

## 歴史
トレド・アンド・イリノイ鉄道とレイクエリー・ウォーバッシュ・アンド・セントルイス鉄道がウォーバッシュ鉄道の原型である。前者は1853年4月20日にオハイオ州トレドからインディアナ州へ向かう鉄道路線としてオハイオ州で設立され、後者はインディアナ州内でウォーバッシュ川を越えてセントルイスに向かう鉄道路線として同年の8月19日に設立された。両社は1856年8月に統合され、トレド・ウォーバッシュ・アンド・ウエスタン鉄道となった。
この会社はすぐに倒産してしまい、競売にかけられた。1958年10月7日に結成されたトレド・アンド・ウォーバッシュ鉄道がオハイオ州内の路線を取得し、9月27日に設立されたウォーバッシュ・アンド・ウエスタン鉄道がインディアナ州内の路線を取得した。10月15日に両社は合併し、トレド・アンド・ウォーバッシュ鉄道となった。この会社は買収や再編を経て1889年8月1日ウォーバッシュ鉄道となった。

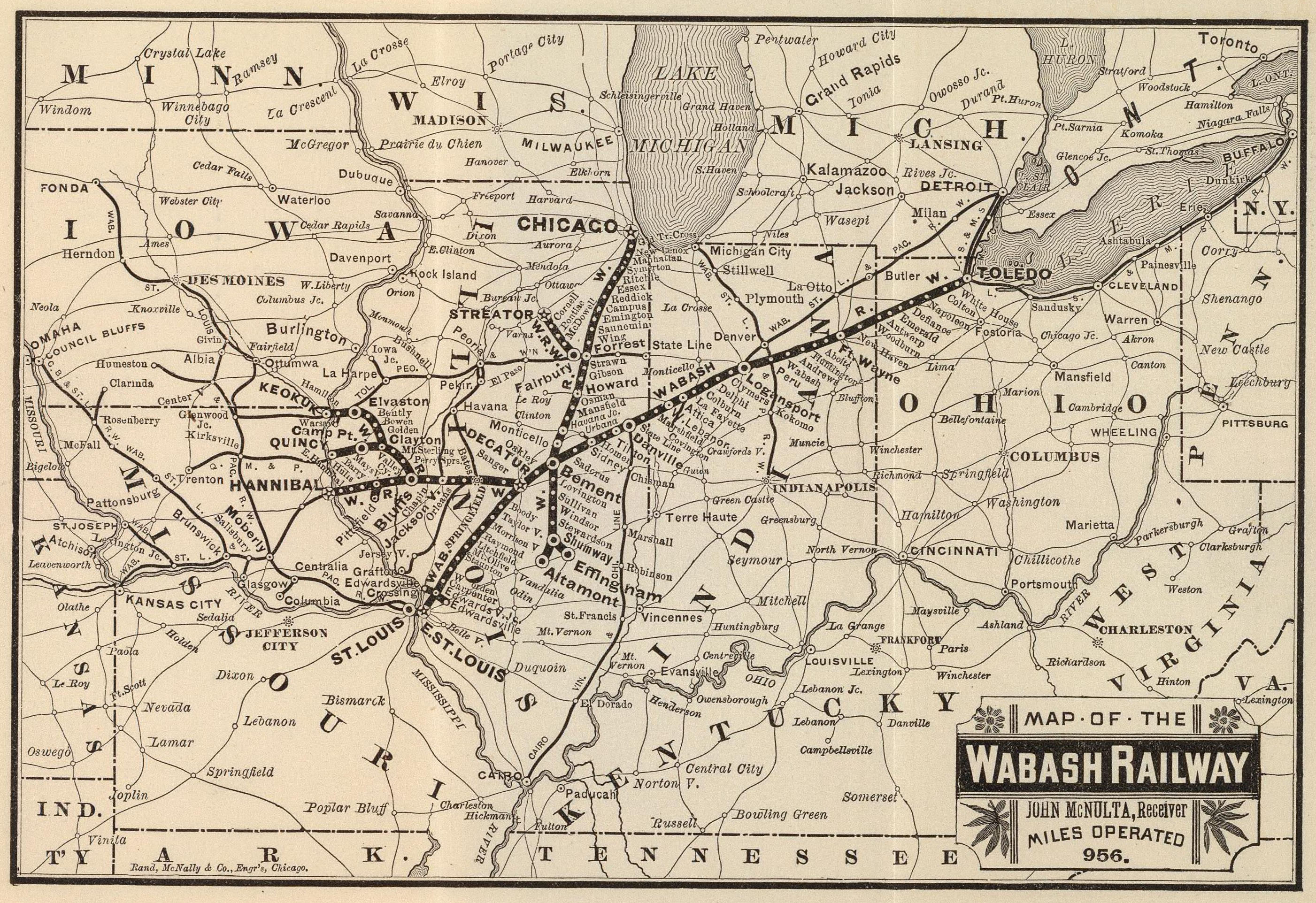
1887年の路線図

1904年、ホイーリング・アンド・レイクエリー鉄道の買収により会社はピッツバーグへの路線を取得し、ペンシルバニア鉄道とニューヨーク・セントラル鉄道が独占していたペンシルベニア州への足がかりを得たが、この拡張政策は失敗で、会社は倒産の末、1915年に競売にかけられてしまった。
再編されたウォーバッシュ鉄道は1927年にペンシルバニア鉄道の傘下にはいる。ペンシルバニア鉄道の行動は反トラスト法違反ではないかと疑われたが、株式を通じての支配は同法に違反していないとの司法判断が1933年に下されている。大恐慌の影響で会社は再び経営悪化への道をたどり、1931年に債権者の手に落ち、1941年にはペンシルバニア鉄道に完全に買収されることになった（会社自体は子会社として存続）。
1960年の秋、ペンシルバニア鉄道は、ウォーバッシュ鉄道の路線をノーフォーク・ウエスタン鉄道にリースに合意した。これが実行されたのは1964年、ノーフォーク・ウエスタン鉄道がニッケル・プレートロードと合併した時の事である。1970年、ペンシルバニア鉄道の持ち株会社であるペンシルバニア・カンパニーはウォーバッシュ鉄道の株式をノーフォーク・ウエスタン鉄道の株式と交換し、ウォーバッシュ鉄道はノーフォーク・ウエスタン鉄道の子会社となった。ノーフォーク・ウエスタン鉄道は1982年にノーフォーク・サザン鉄道となったが、ウォーバッシュ鉄道はその子会社として存続し、最終的に1991年ノーフォーク・サザン鉄道に吸収されることとなった。

## 主要な旅客列車
- ウォーバッシュ・キャノンボール : シカゴ - デトロイト（昼行列車）
- レッドバード : シカゴ - デトロイト（昼行列車）
- シカゴアロー : デトロイト→シカゴ（昼行列車）
- デトロイトアロー : シカゴ→デトロイト（昼行列車）
- ミッド-シティエクスプレス : シカゴ - デトロイト（夜行列車）
- バナーブルー : シカゴ - セントルイス（昼行列車）
- ブルーバード : シカゴ - セントルイス（昼行列車）
- ミッドナイト : シカゴ - セントルイス（夜行列車）
- デトロイト・アンド・セントルイス・スペシャル : デトロイト - セントルイス（昼行列車）
- デトロイト・アンド・セントルイス・リミテッド : デトロイト - セントルイス（夜行列車）
- シティ・オブ・セントルイス （ユニオン・パシフィック鉄道からの乗入れ列車）